# Potentilla matsumurae
Potentilla matsumurae es una especie de planta del género Potentilla, perteneciente a la familia Rosaceae.

## Taxonomía
Potentilla matsumurae fue descrita por Franz Theodor Wolf en 1908.

## Distribución
Se encuentra en el territorio de Japón y en el Óblast de Sajalín.